# فرانكلين تشانغ دياز
فرانكلين تشانغ دياز (بخطأ لوا في package.lua على السطر 80: module 'Module:Lang/data' not found.) (و. 1950 – م) هو فيزيائي، ورائد فضاء، ومهندس من الولايات المتحدة الأمريكية، وكوستاريكا . ولد في سان خوسيه، كوستاريكا .

## ريادة الفضاء
شارك في المهمات الفضائية:
- رحلة الفضاء STS-61-C
- STS-75
- STS-91
- STS-60
- STS-34
- STS-46
- STS-111.

## التعليم
تعلم في جامعة كونيتيكت، ومعهد ماساتشوست للتكنولوجيا

## روابط خارجية
- فرانكلين تشانغ دياز على موقع IMDb (الإنجليزية)
- فرانكلين تشانغ دياز على موقع الموسوعة البريطانية (الإنجليزية)
- فرانكلين تشانغ دياز على موقع قاعدة بيانات الفيلم (الإنجليزية)